# Доктор Лиза (фильм)
«До́ктор Ли́за» — российский драматический биографический фильм 2020 года режиссёра Оксаны Карас. В главной роли — Чулпан Хаматова. Вышел в прокат 22 октября 2020 года. Телевизионная премьера фильма состоялась 21 февраля 2021 года на телеканале «НТВ».
Две премии «Ника» (лучшая женская роль и лучшая женская роль второго плана). Премия «Золотой орёл» за лучшую музыку к фильму (Юрий Потеенко).
Режиссёр Оксана Карас заканчивала снимать фильм в 2019 году на восьмом месяце беременности, оператором выступил муж режиссёра Сергей Мачильский.

## Сюжет
Один день из жизни основателя фонда «Справедливая помощь» Елизаветы Глинки, собирающейся с супругом отмечать 30-летие свадьбы.

## В ролях
| Актёр                | Роль                                                                     |
| -------------------- | ------------------------------------------------------------------------ |
| Чулпан Хаматова      | Елизавета Глинка                                                         |
| Анджей Хыра          | Глеб Глинка                                                              |
| Андрей Бурковский    | майор ФСКН Сергей Иванович Колесов                                       |
| Евгений Писарев      | Сергей Петрович, напарник Глинки                                         |
| Константин Хабенский | Денис Валерьевич Шевкунов, врач-онколог                                  |
| Алексей Агранович    | Владимир Александрович, чиновник                                         |
| Тимофей Трибунцев    | Геннадий Владимирович Ершов, сварщик                                     |
| Юлия Ауг             | Елена Александровна Завьялова, главврач                                  |
| Татьяна Догилева     | Танюха, бездомная                                                        |
| Сергей Фролов        | Яша                                                                      |
| Сергей Сосновский    | Георгий Андреевич Флаповский                                             |
| Елена Коренева       | «Волочкова», пациент доктора Лизы                                        |
| Алексей Вертков      | Лёня, психиатр                                                           |
| Филипп Авдеев        | Михаил Савчук, отец Евы                                                  |
| Андрей Ташков        | фармацевт                                                                |
| Ирина Гринёва        | Карина Мурадовна Сурбаева, инспектор департамента опеки и попечительства |
| Наталья Тетенова     | доктор Лена                                                              |
| Таисия Вилкова       | беременная девушка                                                       |
| Надежда Карпова      | Снежана                                                                  |
| Глеб Глинка          | мужчина на вокзале                                                       |

## Съёмочная группа
- Режиссёр-постановщик: Оксана Карас
- Авторы сценария: Алексей Илюшкин, Наталья Кудряшова, Оксана Карас, Алёна Санько
- Оператор-постановщик: Сергей Мачильский, R.G.C.
- Художник-постановщик: Павел Пархоменко
- Композитор: Юрий Потеенко
- Художники по костюмам: Ульяна Рябова, Олег Матрохин
- Художник по гриму: Анастасия Агальцова
- Ассистенты режиссёра по реквизиту: Татьяна Гордон, Максим Скляров
- Кастинг-директор: Полина Машинистова
- Режиссёр: Максим Малинин
- Режиссёр по планированию: Елена Чередниченко
- Режиссёры монтажа: Владимир Воронин, Ольга Прошкина
- Звукорежиссёр: Иван Рипс
- Второй оператор: Никита Познянский
- Технический директор: Евгений Рыжонков
- Художники-декораторы: Николай Алексеев, Сергей Щербан, Михаил Зубарев
- Музыкальный редактор: Анастасия Здеб
- Вторые режиссёры: Татьяна Колкова, Мария Либова
- Художник-фактуровщик: Елизавета Сорокоумовская
- Изготовление пластического грима: Алексей Ивченко
- Кей-грип: Автандил Искяндаров
- Оператор плейбэка: Вадим Мартыненко
- Оператор стедикама: Александр Вдовенко
- Дольщики: Александр Воробьёв, Георгий Бердюгин
- Обеспечение аэросъёмки: Air Cinema
- Постановщик трюков: Олег Чемодуров
- Фотограф: Алина Чередниченко
- Локейшн-менеджер: Екатерина Гусаревич
- Исполнительный продюсер: Станислав Ботин
- Директор фильма: Мария Ботина
- Продюсеры: Мария Ионова, Ирина Борисова, Алексей Ахмедов, Татьяна Лукьянова
- Продюсер постпродакшн: Татьяна Лукьянова
- Звукорежиссёры перезаписи: Иван Рипс, Всеволод Ведякин
- Шумовое оформление: Всеволод Ведякин
- Продюсер НТВ: Марина Щербачёва
- Сопродюсеры: Вадим Островский, Равиль Салихов
- Продюсер проекта: Александр Бондарев
- Генеральные продюсеры: Рафаел Минасбекян, Джаник Файзиев, Тимур Вайнштейн и Алексей Земский

## Съёмки
Съёмки начались в Москве в апреле 2019 года.
Вдовец Елизаветы Глинки Глеб Глинка, выступивший консультантом создателей фильма, снялся в эпизодической роли мужчины на вокзале.
Премьера состоялась 13 сентября 2020 года на фестивале «Кинотавр 2020».

## Мнения и отзывы
Режиссёр Оксана Карас:
В центре сюжета — трагедия родителей, которые не могут обезболить онкобольного ребенка, и Глинка вызывается им помочь. Но, помните, в Средневековье была такая карнавальная традиция — высмеять смерть, чтобы её не бояться. Вот эта терапевтическая традиция высмеивания боли и смерти, чтобы их не бояться, наверное, мне очень близка. Не могу сказать, что это главная интонация фильма, но у нас много смешных, человеческих сцен. Я очень рада, что с исполнительницей главной роли, Чулпан Хаматовой, у нас одинаковое видение того, как нужно об этом рассказывать, с какой интонацией.

## Премии и номинации
- 2020 — «Кинотавр» — приз зрительских симпатий[9]
- 2020 — XXVIII кинофестиваль «Виват кино России!» — Гран-при фильму «Доктор Лиза», приз «Лучшая женская роль» (Чулпан Хаматова)[10]
- 2020 — XIV всероссийский кинофестиваль исторических фильмов «ВЕЧЕ» — приз «Лучший режиссёр» (Оксана Карас) и «Приз губернатора Новгородской области»[11]
- 2021 — «Золотой орёл» — лучшая музыка (Юрий Потеенко)
- 2021 — «Ника» — лучшая женская роль (Чулпан Хаматова)
- 2021 — «Ника» — лучшая женская роль второго плана (Татьяна Догилева)[12]